# .ht
Pour les articles homonymes, voir HT.
.ht est le domaine de premier niveau national (country code top level domain : ccTLD) réservé à Haïti.